# Meguroleucon
Meguroleucon  (лат.) — род тлей из подсемейства Aphidinae (Macrosiphini). Восточная Азия (Япония, Корея).

## Описание
Мелкие насекомые, длина около 3 мм.
Ассоциированы с растениями Codonopsis, Platycodon grandiflorus. Близок к тлям рода Macrosiphum. Второй описанный вид этого рода (M. longqishanense Zhang & Qiao, 1999), возможно, принадлежит к роду Uroleucon.
- Meguroleucon codonopsicola Miyazaki, 1971
- Meguroleucon longqishanense Zhang, G.-x. & Qiao, 1999